# Debi Mazar
Deborah Anne Mazar (Nueva York, 13 de agosto de 1964), conocida como Debi Mazar, es una actriz estadounidense.

## Carrera
Nació en el barrio Jamaica de Queens, Nueva York, hija de Nancy y Harry Mazar. Su padre nació en la República Socialista Soviética de Letonia, de familia judía, mientras que su madre fue originalmente católica, pero luego se convertiría al judaísmo y más tarde al budismo, y también por un período de tiempo fue parte de los testigos de Jehová.
Mazar comenzó su carrera como hip-hop b-girl en la ciudad de Nueva York. Su primera participación en televisión fue en un programa piloto de hip-hop, Graffiti Rock, en 1984. 
Se hizo popular cuando apareció en cinco vídeos musicales de Madonna: "Papa Don't Preach", "True Blue" (ambos en 1986), "Justify My Love" (1990), "Deeper and Deeper" (1992) y "Music" (2000). Debi y Madonna se habían conocido en la discoteca neoyorquina Danceteria a principios de los años 80 y la cantante pidió a Debi que la maquillase para su primer vídeo musical, "Everybody" (1982). 
En la década de 1990 Mazar empezó a desempeñar papeles como actriz de reparto en películas tan populares como Goodfellas (1990) de Martin Scorsese, The Doors (1991) de Oliver Stone, Balas sobre Broadway (1994) de Woody Allen, Batman Forever (1995) de Joel Schumacher y Malcolm X (1992) y Girl 6 (1996) de Spike Lee. 
También participó en She's So Lovely (1997) de Nick Cassavetes (protagonizado por Sean Penn), el thriller Hush (1998) con Gwyneth Paltrow y The Insider (1999) de Michael Mann, con Al Pacino y Russell Crowe. 
Su carrera ganó importancia con su papel en la serie Civil Wars, a principios de los años 90. Cuando finalizó esta serie, continuó trabajando en otra serie, La ley de Los Angeles, durante 1993 y 1994. Posteriormente ha centrado su trabajo en más series de televisión. 
Apareció en Friends en un episodio ("The One Where Rachel Has a Baby, Part One") de la octava temporada. Mazar hizo el papel de "Doreen, la bruja", una demente embarazada que comparte la habitación del hospital con Rachel. Durante los años 2000 y 2002 hizo el papel de "Jackie" en la serie dramática That's Life.
En 2004, formó parte del reparto de la serie Entourage, una comedia original de HBO. También ha tenido un papel en la sitcom Viviendo con Fran, haciendo el papel de Merrill, la prima del personaje de Fran Drescher. Además participó de la serie Ugly Betty, en el papel de Leah Stillman. También apareció en el capítulo 5 de la temporada 2 de la serie de ABC Castle, como agente del escritor Richard Castle.
Entre sus últimos filmes se cuentan: la comedia The Tuxedo (2002) con Jackie Chan, el taquillero filme de acción Collateral (2004) protagonizado por Tom Cruise, Be Cool (2005) con John Travolta y Uma Thurman, Lovelace (2013) protagonizada por Amanda Seyfried y el filme mudo Return to Babylon (2013) donde encarnó a Gloria Swanson.
Además hace el papel de Maggie en "Younger", una serie de televisión estadounidense de comedia dramática, basada en la novela homónima escrita en 2015 por Pamela Redmond Satran, es creada y producida por Darren Star. La serie es protagonizada por Sutton Foster como el personaje principal, con Hilary Duff, Debi Mazar, Miriam Shor, Nico Tortorella, Molly Bernard y Peter Hermann en el resto del reparto.[1] La serie fue estrenada el 31 de marzo de 2015 en TV Land y recibió críticas generalmente positivas de los críticos. En dicha serie Maggie es la mejor amiga de Liza, la protagonista, y la misma que la incentiva a fingir tener 26 años en la serie. 
En 2018 dio vida a Ava Gardner en la serie de Movistar+ Arde Madrid, dirigida por Paco León.

## Vida personal
Se casó con Gabriele Corcos el 16 de marzo de 2002, y tienen dos hijas: Evelina Maria (nacida el 12 de julio de 2002) y Giulia Isabel (nacida el 17 de marzo de 2006). 

## Filmografía parcial
- Goodfellas (1990), como Sandy
- The Doors (1991), como Whiskey Girl
- Jungle Fever (1991), como Denise
- Little Man Tate (1991), como Gina
- In the Soup (1992), como Suzie
- Solteros (1992), como Brenda
- Malcolm X (1992), como Peg
- Toys, como la Enfermera Debbie
- Beethoven's 2nd (1993), como Regina
- Empire Records (1995), como Jane
- Batman Forever (1995), como Spice
- Girl 6 (1996), como la Chica 39
- Space Truckers (1996)
- Trees Lounge  (1996), como Crystal
- She's So Lovely (1997), como Georgie
- Frogs for Snakes (1998), como Simone
- Hush (1998), como Lisa
- The Insider (1999), como Debbie De Luca
- Grand Theft Auto 3 - videojuego, como Maria Latore (voz)
- The Tuxedo (2002), como Steena
- Collateral (2004), como La joven profesional
- Entourage (2004) - serie de TV, como Shauna
- Grand Theft Auto: San Andreas (2004) - videojuego, como Maria Latore (voz)
- Be Cool (2005), como Marla
- Ghost Whisperer (2006)
- The Alibi (2006)
- Living with Fran (2006) - serie de TV, segunda temporada, como Merrill (prima de la protagonista, Fran Drescher)
- Ugly Betty (2006) - serie de TV, como Leah Stillman (una artista visual)
- Jonas L.A. (2010) - serie de TV, como Mona Klein (estrella invitada en 4 episodios)
- Entourage (2015), como Shauna
- Younger (2015) - serie de TV, como Maggie Amato (cinco temporadas)
- Arde Madrid (2018) - serie de TV, como Ava Gardner
- Kaos (serie) (2024) - serie de TV, como Medusa